# Mary Blathwayt

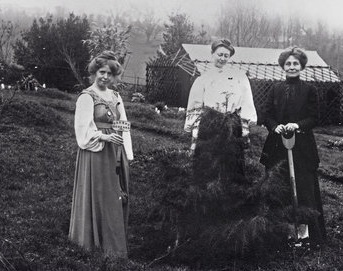
Annie Kenney a la izquierda, Blathwayt al centro y Emmeline Pankhurst, con la pala, en Eagle House en Batheaston en 1910.

Mary Blathwayt (Worthing, 1 de febrero de 1879-25 de junio de 1961) fue una feminista, sufragista y reformadora social británica. Vivía en Eagle House en Somerset. Esta casa fue conocida como el "Lugar de descanso de la sufragista" y contenía un monumento en memoria de las protestas de 60 sufragistas.

## Trayectoria
Fue la hija del coronel Linley Blathwayt, un oficial del ejército que había servido en la India, y de la sufragista Emily Blathwayt, de quien era primo hermano. Al retirarse del servicio activo, el coronel Blathwayt y su familia se mudaron de la India a Eagle House, Batheaston, en las afueras de Bath. Su hermano menor, William, se formó como ingeniero eléctrico y enseñó inglés en Alemania durante muchos años antes de regresar a Inglaterra a principios de la Primera Guerra Mundial. Mary, se quedó en casa y asistió a Bath High School.
Blathwayt y su madre empezaron a asistir a las reuniones de la Bath Women's Suffrage Society. En julio de 1906, Blathwayt dio tres chelines a la Unión Social y Política de las Mujeres (WSPU, por sus siglas en inglés). Conoció a Annie Kenney en una reunión de la WSPU en Bath y aceptó ayudarla junto a Elsie Howey, Clara Codd y Mary Elizabeth Phillips a organizar la campaña de sufragio femenino en su área. Blathwayt recibió un subsidio de su familia para apoyarla en su trabajo por los derechos de la mujer. Muchas personas importantes del movimiento sufragista fueron invitadas a quedarse en su casa y a plantar un árbol para celebrar una sentencia de prisión.
Sin embargo, cuando Vera Wentworth y Elsie Howey atacaron al Primer Ministro Herbert Henry Asquith, supuso un punto de inflexión para la familia de Blathwayt. Su madre, Emily, renunció a la WSPU y su padre, Linley, escribió cartas de protesta a Christabel Pankhurst, Howey y Wentworth. A Pankhurst le dijeron que Howey y Wentworth no podían volver a visitar su casa. Wentworth les envió una larga respuesta en la que expresaba su pesar por su reacción pero señalaba que "si el señor Asquith no recibe una delegación, lo golpearán de nuevo".

## Muerte y legado
Tras su retiro de la WSPU, Blathwayt vivió una vida tranquila con su familia en Eagle House hasta su muerte el 25 de junio de 1961. Los sesenta árboles que fueron plantados en Eagle House fueron removidos para dar paso a una urbanización. Otros árboles han sido plantados para replicar los homenajes perdidos.
El diario de Blathwayt revela que probablemente tuvo una aventura con Pankhurst antes de que Pankhurst se mudara con Kenney. Blathwayt tomó notas de las parejas de Kenney cuando se quedó en Eagle House y parece que la razón para hacerlo fueron los celos. En 1961, la Autoridad de Planificación Local rechazó las objeciones locales y permitió que los jardines fueran reconstruidos. La casa se mantuvo pero su contenido fue subastado, incluido un broche de Boadicea que Kenney le regaló a Blathwayt. El jardín no pasó completamente desapercibido, ya que un periodista local se dio cuenta de que el contenido de la casa no era importante en comparación con el jardín de la sufragista.